# Christopher McCandless
Christopher Johnson McCandless, född 12 februari 1968 i El Segundo i Kalifornien, död i mitten av augusti 1992, var en amerikansk vandrare, som efter att ha luffat runt i USA i två års tid slutligen tog sig till Alaska där han planerade att leva i ensamhet. Efter cirka fyra månaders isolering i vildmarken avled han, sannolikt i en kombination av matförgiftning och svält. McCandless livshistoria inspirerade till Jon Krakauers bok In i vildmarken, på vilken Sean Penn i sin tur baserade filmen Into the Wild år 2007 med Emile Hirsch i rollen som McCandless.

## Bakgrund
Christopher McCandless föddes i en välbärgad familj i södra Kalifornien och växte upp i Annandale i Virginia, utanför Washington, D.C. Hans far Walt McCandless var anställd vid NASA och specialiserad på antenner och hans mor, Wilhelmina "Billie" Johnson, drev ett konsultföretag tillsammans med sin make. Uppväxten för Christopher och hans syster Carine var turbulent och föräldrarna bråkade ofta med varandra. Redan i unga år konstaterade Christophers lärare att han var begåvad med en ovanligt stark vilja.
Efter avklarad universitetsexamen 1990 vid Emory University skänkte han bort resterande 25 000 dollar av de 47 000 dollar som han hade fått till sina studier till välgörenhetsorganisationen Oxfam International. Under det antagna namnet Alexander Supertramp påbörjade han därefter sin resa som kom att leda honom genom bland annat Arizona, Kalifornien och Mexiko. För att ta sig runt i landet körde han först bil, denna gick dock sönder tidigt i äventyret. Därefter blev det mest liftande och tjuvåkande på godståg. Christopher McCandless hade ett flertal tillfälliga jobb, mest noterbart hos bonden Wayne Westerberg i South Dakota som med tiden blev en god vän. Dock valde han stora delar av tiden att helt avstå från all kontakt med samhället. McCandless satte en ära i att klara sig med så lite pengar och utrustning som möjligt och vanligtvis gjorde han inga större förberedelser innan han gav sig av på sina äventyr.

## Drömmen om Alaska
Christopher J. McCandless hade i åratal närt en dröm om att ta sig till Alaska där han skulle leva av vad naturen hade att erbjuda utan någon som helst kontakt med civilisationen. Sina erfarenheter och upplevelser skulle han skriva ner i en dagbok för att på så sätt kunna studera sin fysiska och andliga utveckling. I april 1992 liftade han till Fairbanks i Alaska och den siste som kom att se honom i livet var Jim Gallien som släppte av honom vid Stampede Trail, en övergiven gruvväg och vandringsled. Gallien försökte övertala McCandless att avblåsa sin expedition eftersom han både saknade nödvändig utrustning och erfarenhet för att klara sig i det hårda klimatet. McCandless ignorerade alla övertalningsförsök och tog endast emot ett par gummistövlar och några få matvaror. Tisdagen den 28 april påbörjade Christopher McCandless sin vandring ut i Alaskas vildmark, en vandring som han aldrig skulle återvända ifrån.

## I vildmarken
Efter att ha vandrat cirka tre mil längs den fortfarande snötäckta leden fann McCandless en övergiven buss nära Denali nationalpark som var omgjord till skydd för jägare och vandrare. Här slog han sig ner och försökte överleva på det som naturen hade att erbjuda. Han hade en säck med ris, ett halvautomatiskt Remington-gevär med gott om ammunition, en bok om regionens växter samt en del campingutrustning. Han utgick från att han skulle kunna överleva på ätliga växter och småvilt.
I hans dagbok finns anteckningar från totalt 189 dagar, de flesta väldigt kortfattade och anger inte mycket mer än vilka djur han skjutit och ätit upp. Efter att ha bott i bussen ett flertal månader bestämde han sig i juli för att försöka ta sig tillbaks till civilisationen,  men när han vandrade samma väg tillbaks som han hade kommit fann han att floden Teklanika hade blockerat vägen, då vattenståndet ökat under sensommaren. Det fanns en handdriven linbana några kilometer uppströms och en bro några mil nedströms men dessa kände McCandless inte till då han saknade en topografisk karta över området. Därför återvände han till bussen, troligen med förhoppningen att kunna gå ut senare på hösten när det återigen blivit kallare och flodens flöde lugnat sig.
Vad som därefter hände är okänt; få noteringar finns i dagboken före den 30 juli, då Christopher plötsligt skriver: "EXTREMLY [sic] WEAK. FAULT OF POT. SEED", vilket antyder att han misstänker att han blev sjuk av att äta frön från den vildpotatis han plockade. Någon gång, troligen nära slutet, har han också skrivit en lapp till eventuella förbipasserande där han säger sig vara skadad, svag och döende. Texten löd:
Attention possible visitors. S.O.S. I need your help. I am injured, near death, and too weak to hike out of here. I am all alone, this is no joke. In the name of God, please remain to save me. I am out collecting berries close by and shall return this evening. Thank you, Chris McCandless. August?"

## Det bittra slutet
Den 12 augusti gör Christopher McCandless den sista noteringen i sin dagbok och den lyder "Beautiful Blueberries". Han hade rivit ut en sida ur Louis L'Amours bok Education of a Wandering Man, som innehöll ett utsnitt ur Robinson Jeffers dikt "Wise Men in Their Bad Hours" som lyder:
Death's a fierce meadowlark: but to die having made
Something more equal to centuries
Than muscle and bone, is mostly to shed weakness
The mountains are dead stone, the people
Admire or hate their stature, their insolent quietness
The mountains are not softened or troubled
And a few dead men's thoughts have the same temper
På baksidan av detta ark har McCandless själv skrivit  "I HAVE HAD A HAPPY LIFE AND THANK THE LORD. GOODBYE AND MAY GOD BLESS ALL!" Hans delvis förruttnade kropp återfanns i en sovsäck inne i bussen av några jägare och man tror att han då hade varit död i åtminstone två veckor; dödsdatumet uppskattades till 18 augusti. Den officiella dödsorsaken som angavs var svält. Möjligheten att giftiga växter genom en förväxling bidrog till att försämra hans redan utmagrade kropp har även övervägts, främst med McCandless egna anteckningar som grund.

## Efterspel
Jon Krakauer, en numera berömd äventyrare och journalist, skrev i januari 1993 artikeln Death of an Innocent i Outside Magazine som handlade om Christophers udda livsval och död. Artikeln blev den mest uppmärksammade och kommenterade någonsin under hela tidningens historia. Kommentarerna varierade från rent dyrkande av McCandless till att kalla honom för en naiv galning som uppenbarligen saknade respekt för vildmarken. Det stora intresset gjorde att Krakauer beslutade sig för att gräva ännu djupare i Christophers korta liv och förlänga artikeln till en bok. McCandless efterlämnade flera rullar film och dagboksanteckningar från sitt luffarliv, och hade dessutom gjort starka intryck på de få människor han haft kontakt med, något som förenklade denna process. Boken släpptes 1996 och Krakauer uppskattade då att han tillbringat minst ett helt år på att gräva i det som McCandless lämnat efter sig.
År 2007 släpptes filmen Into the Wild baserad på denna bok, regisserad av Sean Penn och med Emile Hirsch spelandes Christopher McCandless. Filmen blev högt betygsatt av recensenter världen runt, och filmen klättrade till Top 250-listan på IMDB. År 2008 blev den även nominerad till två stycken Oscars i kategorierna "Bästa klippning" och "Bästa manliga biroll".
Bussen som Christopher tillbringade sina sista månader i stod från hans död kvar på sin plats fram till juni 2020, då den flyttades ut från vildmarken av myndigheterna av säkerhetsskäl. I bussen finns en minnesplakett som familjen McCandless satt upp, och även loggböcker som förbipasserande skrivit i. Bussen blev utsatt för en del vandalism och stölder under tiden i vildmarken. "Pilgrimsfärder" av turister till bussen utfördes i stor utsträckning, och vissa av dessa ledde till räddningspådrag på grund av högt vattenflöde i floderna, samma orsak som hindrade McCandless återvandring till civilisationen. Hösten 2010 dog en schweizisk turist när hon försökte korsa floden Teklanika. Turisters riskabla beteende i denna fråga var bidragande till beslutet att slutligen flytta bussen från vildmarken.
I september 2020 tog Museum of the North vid University of Alaska i Fairbanks hand om bussen för att återställa den efter många års vandalism och sedan förevisa den som en del av sin permanenta utställning.